# Angiolo Rosis

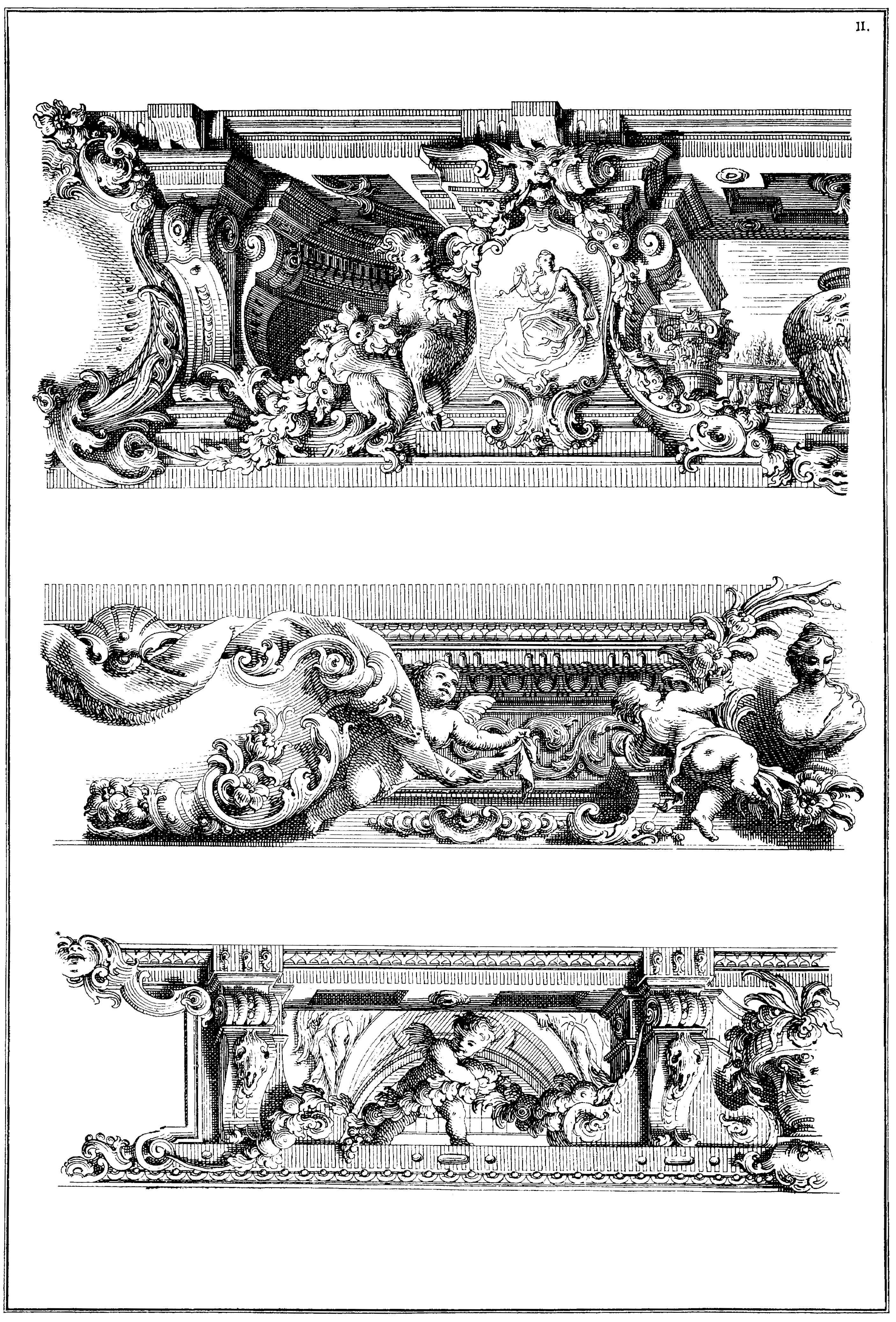
Antonio Visentini su disegno di Angiolo Rosis, Raccolta di vari schizi de ornati, Tav. II, 1747, acquaforte, incisione 364 x 245 mm, lastra 373 x 255 mm, primo stato su due, Roma, Gabinetto Nazionale delle Stampe

Angiolo Rosis (Firenze, 1670 – Venezia, 1742) è stato un pittore italiano specializzato nelle quadrature; oltre che con la forma Angelo per il nome era variamente citato anche con le varianti del cognome in Rossis, Rossi, Rosi e talvolta anche con il secondo cognome Zenobi o Zanobi.

## Biografia
Non è chiara la formazione del pittore prima del suo trasferimento a Venezia: Elena Bassi provò a suggerire che si fosse ispirato seguendo le orme dell'ormai defunto Pietro da Cortona, ma non esistono certezze perché le sue opere veneziane sono andate perdute.
Risulta iscritto nella fraglia dei pittori di Venezia nel 1721 come Angiolo Rosis e nei periodi 1711-18, 1734-41 come Angiolo Rosi Zenobi (o Zanobi).  In un documento (circa 1724-29) della Milizia da Mar, magistratura che riceveva le tasse dalle scuole, Angelo Rosis è menzionato tra i «Pittori contribuenti che non sono matricolati» come un artista di 51 anni, senza figli e residente nel confinio di San Salvador.
Soltanto nel complesso del duomo di Este si è conservato qualcosa della sua opera ma si tratta di espressioni episodiche non sufficienti per definire i contorni della personalità del pittore.

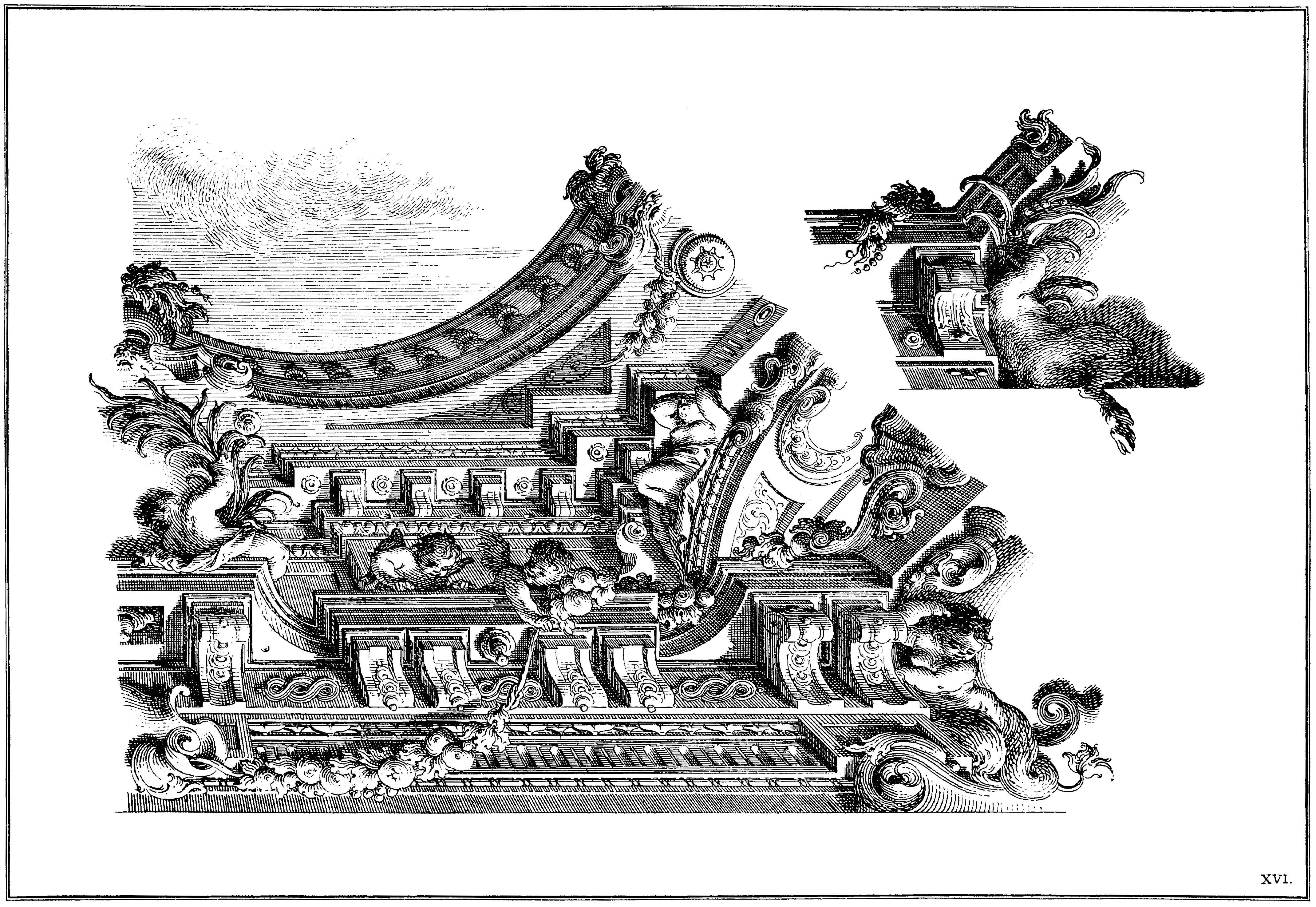
Antonio Visentini su disegno di Angiolo Rosis, Raccolta di vari schizi de ornati, Tav. XVI, 1747, acquaforte, incisione 246 x 366 mm, Iastra 260 x 379 mm, primo stato su due, Roma, Gabinetto Nazionale delle Stampe

Sicuramente Rosis godeva di un certo apprezzamento tra i suoi contemporanei per l'abilità nella sua specialità di ornatista architettonico, meno come figurista. Anton Maria Zanetti nel 1733 ricordava il suo lavoro nella chiesa dell'Ospedale degli Incurabili: «la cupola dell'aitar maggiore a fresco con adornati, e figure dipinte, ed a chiaroscuro è opera assai bella di Angelo Rosis». Quasi un secolo dopo il giudizio di Giannantonio Moschini (1815) fu più tiepido, ma comunque positivo, infatti la descrive come «opera di buon effetto»,  questa descrizione va però inquadrata nell'ormai ridotto apprezzamento per il barocco dopo l'avvento del neoclassicismo. Disgraziatamente la chiesa fu spogliata e completamente demolita nel 1831, durante il dominio asburgico.
Anche un'unica commissione privata venne ricordata con un certo apprezzamento: la decorazione del salone del palazzo da Lezze accanto alla Scuola Grande della Misericordia. Anche in questo caso le decorazioni sono andate perdute, questa volta a causa della drastica ristrutturazione degli interni operata in epoca napoleonica.
È anche interessante notare che il 31 maggio 1728 Nicolò Bambini e Sebastiano Ricci, interpellati dall'Arca del Santo di Padova per giudicare le nuove decorazioni della basilica, suggerirono i nomi di Angelo Rosis e del ben più giovane Antonio Visentini come pittori di architettura adatti alla realizzazione del disegno dello spaccato della cupola per poterla poi ornare con finti rilievi.
Un'idea sull'opera di Rosis come decoratore ci può essere data dalle incisioni di Visentini nella Raccolta di vari schizi de ornati pubblicata da Francesco Zuccarelli nel 1747. Le stampe ricostruiscono quanto contenuto in un gruppo di disegni recuperati dopo la morte del pittore. Delle 24 vivaci tavole della prima edizione della raccolta non sono rimaste molte copie, tuttavia le incisioni furono poi ristampate a Londra nel 1753 con una più estesa descrizione in frontespizio: A new book of ornaments consisting of compartment decorations of theaters, cielings [sic], chimney pieces, doors, windows, & other beautiful forms usefull to painters, carvers, engravers, &c. Invented by Angelo Rosis Fiorentine. Engrav'd by Ant. Visentini Venitian. Publish'd Nov.r 1, 1753 by […] F. Vivares […] London.. Alcuni motivi di Rosis (non è chiaro se presi da qualche originale o se, più probabilmente, dalle stampe del Visentini) vennero utilizzati verso la metà del XIX secolo anche da Auguste Péquégnot (1819-1878) in una sua edizione di disegni ornamentali.